# Sevmorput
Le Sevmorput est un cargo russe à propulsion nucléaire. Le navire construit en 1988 est l'un des quatre seuls navires marchands à propulsion nucléaire jamais construits et, après sa remise en service en 2016 à la suite d'une vaste rénovation, le seul navire de ce type à rester en service en 2022.

## Histoire

### Développement et construction
Après la Seconde Guerre mondiale, l'Union soviétique a commencé à développer la route maritime du Nord afin de soutenir l'exploitation économique des vastes ressources naturelles des régions du nord. Le plan ambitieux initié par le 20e Congrès du Parti communiste de l'Union soviétique dans les années 1950 a conduit à la construction de puissants brise-glaces pour escorter les cargos dans les eaux couvertes de glace et prolonger la saison de navigation dans l'Arctique russe. Le navire amiral de la flotte de brise-glaces soviétiques d'après-guerre était le premier brise-glace à propulsion nucléaire au monde, le Lénine.
Alors que de nombreux navires de guerre et sous-marins ont été construits avec une propulsion nucléaire, les tentatives d'utilisation de la portée presque illimitée fournie par un réacteur nucléaire embarqué pour transporter des marchandises commerciales ont été limitées à un petit nombre de prototypes expérimentaux. Les États-Unis avaient construit le premier navire marchand à propulsion nucléaire au monde, le NS Savannah, principalement en tant que démonstrateur technologique et ambassadeur de l'utilisation pacifique de l'énergie atomique plutôt qu'en tant que cargo économiquement viable. De même, l'Otto Hahn ouest-allemand et le Mutsu japonais étaient destinés à être des navires de recherche et à fournir une expérience de la propulsion nucléaire ; ce dernier n'a également jamais transporté de cargaison commerciale,. 
Cependant, l'Union soviétique a continué à développer des navires à propulsion nucléaire pour soutenir la navigation dans l'Arctique et a commencé à construire de nouveaux brise-glaces à propulsion nucléaire dans les années 1970. Le travail de conception a été confié au Bureau central de conception « Baltsudoproekt » basé à Leningrad,.  
La quille du « Projet 10081 » a été posée au chantier naval de Zaliv à Kertch, en République socialiste soviétique d'Ukraine, le 1er juin 1982 et le navire a été lancé le 20 février 1986. Le transporteur LASH à propulsion nucléaire a été nommé Sevmorput d'après l'abréviation russe de la route maritime du Nord (russe : Се́верный морско́й путь). Le réacteurs KLT-40 du navire a atteint la criticité le 26 octobre 1986. Sevmorput a été livré à la société publique Compagnie maritime de Mourmansk le 31 décembre 1988.  
Le prix global du cargo à propulsion nucléaire serait d'environ 265 millions de dollars américains.

### Carrière

#### Compagnie maritime de Mourmansk (1988–2008)
Après avoir quitté le chantier naval et être entré en service commercial, Sevmorput a navigué à travers la Méditerranée et autour de l'Afrique jusqu'à atteindre finalement l'Extrême-Orient soviétique. Cependant, les autorités de Nakhodka, Vostochny, Magadan et Vladivostok ont refusé d'accepter le navire de deux mois[Quoi ?] dans leurs ports en raison de protestations populaires. De plus, les travailleurs du port ont également refusé de charger ou de décharger toute cargaison ou de fournir des services portuaires par crainte de fuites radioactives. Cela a été causé par l'incertitude quant à la sécurité du système de propulsion nucléaire du navire et l'ombre de la catastrophe de Tchernobyl quelques années plus tôt. Les journaux locaux avaient également fait état d'une urgence de quatre minutes à bord du brise-glace nucléaire une semaine seulement avant l'arrivée de Sevmorput. Le navire a finalement été autorisé à accoster à Vladivostok le 13 mars 1989. 
Le plan initial était d'utiliser Sevmorput dans le transport international, et le gouvernement soviétique a demandé une autorisation pour que le navire fasse plusieurs escales à Vancouver en Colombie-Britannique au Canada, en mars 1990. Cependant, l'autorisation a été refusée car les mesures d'évacuation et d'intervention d'urgence de la ville n'étaient pas jugées adéquates en cas d'accident impliquant le réacteur nucléaire du navire. Plus tard, le navire a été principalement utilisé sur la route Mourmansk-Dudinka, mais a également effectué plusieurs voyages au Vietnam au début des années 1990. Les dépenses d'exploitation quotidiennes du Sevmorput seraient d'environ 90 000 $ US et son opérateur ne s'attendait pas réaliser des bénéfices au cours des deux premières années de sa carrière. 
À la fin des années 1990, le Sevmorput a été immobilisée à Mourmansk en raison de retards dans le ravitaillement de son réacteur. Le ravitaillement a finalement eu lieu en 2001 et plus tard le navire a repris du service sur la route Doudinka. 
En août 2007, il a été signalé que Sevmorput serait converti en un navire de forage à propulsion nucléaire - le premier au monde - en raison du manque de demande d'opérateurs de fret et du besoin de navires de forage spécialisés dans l'Arctique russe. La conversion à l'usine de Zvezdochka à Severodvinsk ne devait prendre que 18 mois. Cependant, le projet de rénovation a été annulé en février 2008.

#### Atomflot (2008-présent)
La gestion de la flotte russe de brise-glaces à propulsion nucléaire a été transférée de la Compagnie maritime de Murmansk à Rosatom en 2008. En octobre 2009, le directeur général d'Atomflot a annoncé que Sevmorput pourrait rester en service pendant 15 ans. 
Fin octobre 2012, il a été signalé que Sevmorput, qui était resté inactif à la base d'Atomflot à l'extérieur de Mourmansk depuis 2007, avait été retiré du registre des navires russes en juillet et serait vendu à la ferraille. Cependant, en décembre 2013, il a été signalé que la décision de mettre hors service le navire à propulsion nucléaire avait été annulée et que le navire serait remis en service d'ici février 2016,. Après une rénovation et un ravitaillement de deux ans du réacteur, le Sevmorput a quitté Mourmansk en novembre 2015 pour la première fois en neuf ans pour effectuer des essais en mer dans la mer de Barents,.   
Depuis sa remise en service en 2016, le seul cargo à propulsion nucléaire au monde a été affrété principalement par le ministère russe de la Défense pour le transport de marchandises liées au développement des infrastructures militaires dans l'Arctique. De plus, le navire a occasionnellement transporté des fournitures pour des projets pétroliers et gaziers.

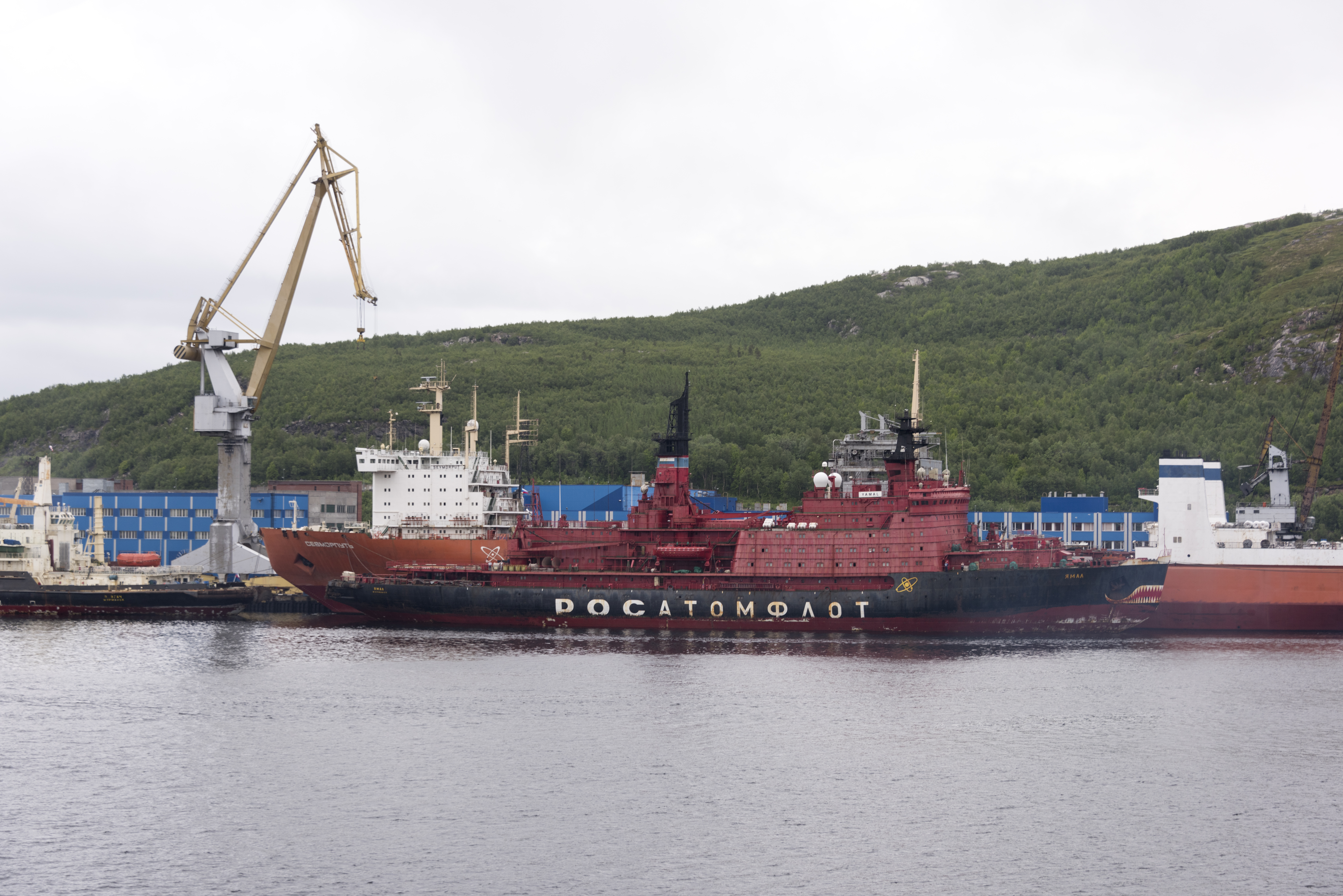
Le Sevmorput derrière le brise-glace à propulsion nucléaire Yamal.

En octobre 2018, l'Agence fédérale russe de la pêche (Rosrybolovstvo), Rosatom et diverses organisations russes de l'industrie de la pêche ont commencé à discuter de la possibilité de transporter le saumon du Pacifique capturé au Kamtchatka vers l'ouest de la Russie le long de la route maritime du Nord en utilisant Sevmorput.  Initialement, deux envois tests de 5 000 tonnes de poisson congelé de Petropavlovsk-Kamtchatski à Saint-Pétersbourg étaient prévues pour 2019, mais le deuxième voyage a ensuite été annulé après que le premier voyage se soit avéré moins rentable que prévu. Alors que des brise-glaces à propulsion nucléaire russes avaient occasionnellement opéré dans le golfe de Finlande, Sevmorput en septembre 2019 a marqué la première fois que des marchandises commerciales ont été transportées vers la mer Baltique à bord d'un navire à propulsion nucléaire russe. Alors que le navire retournait plus tard à Mourmansk, le naufrage du seul quai flottant russe capable d'accueillir le navire en novembre 2018 a forcé Sevmorput à retourner à Saint-Pétersbourg pour des réparations d'hélices en décembre 2019. 
Après avoir transporté une deuxième cargaison de poisson de Petropavlovsk-Kamtchatski à Saint-Pétersbourg en septembre 2020, apparemment sur ordre du président Vladimir Poutine, le Sevmorput a chargé des modules de construction préfabriqués pour la nouvelle station Vostok en Antarctique et est parti le 5 octobre. Ce serait la première fois qu'un navire de surface à propulsion nucléaire naviguerait vers le continent le plus au sud de la Terre. Après avoir quitté la mer Baltique et traversé la Manche, le Sevmorput s'est dirigé vers le sud le long des côtes européennes et africaines. Cependant, peu de temps après avoir traversé l'équateur, le navire a ralenti de manière inattendue par rapport à sa vitesse de transit habituelle d'environ 18 nœuds (33 km/h) à environ 6 nœuds (11 à 13 km/h) et, après avoir fait des allers-retours le long de sa route passée pendant un certain temps, a changé de cap vers l'Afrique. Bien que Rosatomflot ait initialement refusé de commenter la situation,  des rapports non officiels indiquaient que le Sevmorput avait perdu l'une de ses quatre pales d'hélice et que les plongeurs devaient retirer la pale opposée pour équilibrer l'hélice,. Le 26 novembre, il a été confirmé que le Sevmorput devrait retourner à Saint-Pétersbourg pour des réparations et la construction de la nouvelle station Vostok serait reportée à 2021 en raison de la détérioration des conditions de glace en Antarctique. Après un arrêt hivernal, le navire a été mis en cale sèche en avril 2021 et les réparations ont été achevées en juillet.  Bien que la fatigue du métal, les corps étrangers et le mauvais fonctionnement aient tous été considérés comme des explications potentielles, la cause fondamentale de la défaillance des pales de l'hélice n'a pas pu être déterminée.
En août 2021, le Sevmorput a navigué vers Mourmansk. Après avoir passé deux mois à quai,  le navire est retourné à nouveau à Saint-Pétersbourg pour charger des composants de la centrale nucléaire de Rooppur en construction au Bangladesh. La cargaison sera expédiée à Vladivostok pour le transbordement. 
En octobre 2021, le BSK-Rybnaya Kompaniya a cartographié[Quoi ?] le cargo à propulsion nucléaire pour transporter du poisson congelé du Kamtchatka. Le premier voyage le long de la route maritime du Nord est prévu pour novembre 2021.

## Conception

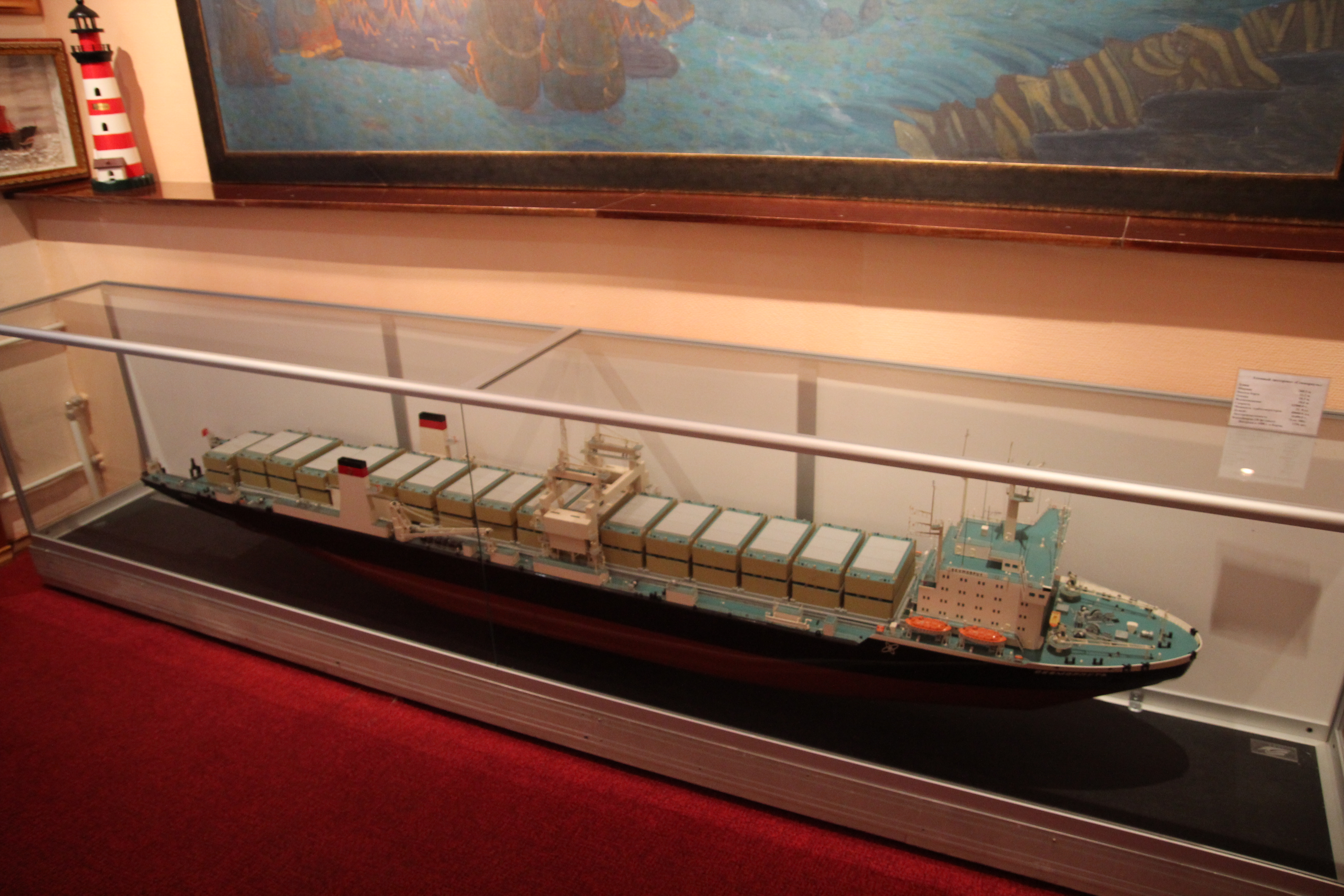
Modèle du Sevmorput

### Caractéristiques générales
Le Sevmorput mesure 260,30 mètres de long hors-tout et 236,60 mètres de long entre perpendiculaires. La largeur et la profondeur de sa coque sont de 32,20 mètres et 18,30 mètres, respectivement. Lorsqu'il est chargé à la ligne de flottaison, le navire tire 11,80 mètres d'eau. Cependant, dans les eaux couvertes de glace, il opère avec un tirant d'eau légèrement inférieur de 10,65 mètres pour améliorer les caractéristiques de déglaçage de sa tige ratissée[Quoi ?]. Le tonnage brut de Sevmorput est de 38 226 et le tonnage net de 11 468. Le tonnage de port en lourd du navire est de 33 980 tonnes au tirant d'eau maximum et de 26 480 tonnes lorsqu'il fonctionne à tirant d'eau réduit dans les glaces. Son déplacement maximal est de 61 880 tonnes. 
Bien qu'à l'origine conçu selon les règles du registre de la navigation de l'URSS de 1981 à la certification glace soviétique la plus élevée disponible pour les navires marchands, ULA, Sevmorput est actuellement classé par le registre maritime russe de la navigation avec une certification glace légèrement inférieure, UL.  En plus des règles nationales, il a été construit selon les dernières réglementations et conventions internationales de l'époque, devenant le premier navire construit selon le Code de sécurité des navires marchands nucléaires adopté par l'Organisation maritime internationale en 1981. Une attention particulière a été accordée aux aspects de sécurité du navire et, en plus de s'échouer ou d'entrer en collision avec la proue renforcée d'un brise-glace, les architectes navals soviétiques ont même pris en compte la possibilité qu'un avion de passagers s'écrase sur Sevmorput.

### Puissance et propulsion
Le Sevmorput est alimenté par un seul réacteur à fission nucléaire KLT-40 d'une puissance thermique de 135 mégawatts. Le cœur du réacteur contient 150,7 kg d'uranium enrichi à 30-40 ou 90 % dans un alliage uranium-zirconium et n'aurait nécessité un ravitaillement qu'à deux reprises. La centrale nucléaire à bord du navire produit 215 tonnes de vapeur par heure à un niveau de pression de 40 atmosphères et température de 290 degrés Celsius. En cas d'urgence, la vapeur peut également être produite par une chaudière diesel (50 t/h, 2,45 MPa, 360 °C).
Contrairement aux brise-glaces russes Arktika- et Taymyr- à propulsion nucléaire, qui ont trois hélices à pas fixe et utilisent un groupe motopropulseur nucléaire-turbo-électrique, Sevmorput est propulsé par une seule hélice à pas variable à 4 pales couplée mécaniquement à une Tuyère Kort 684 Turbine à vapeur OM5 qui a une puissance maximale de 29 420 kW et fait tourner l'hélice de 6,7 mètres à 115 tr/min. À pleine puissance, le système de propulsion donne au navire une vitesse maximale de 20,8 nœuds à un tirant d'eau de 10 mètres. Elle peut également maintenir une vitesse de 2 nœuds dans 1 mètre de glace épaisse. 
Pour la production d'électricité, le Sevmorput dispose de trois turboalternateurs de 1700 kW et trois générateurs diesel de secours de 2000 kW. De plus, en cas de panne de courant, le navire dispose également de deux générateurs diesel de secours de 200 kW. 

### Capacité de chargement et manutention
Le Sevmorput peut transporter 74 allèges, chacune d'une capacité de chargement de 300 tonnes, dans six cales et en deux couches sur le pont arrière. Les écoutilles de soute sont conçues pour les allèges d'un poids total de 450 tonnes. Les allèges sont chargées et déchargées avec un portique de manutention, fabriquée par KONE, d'une portée de 21,3 mètres et une capacité de levage de 500 tonnes. La grue portique dispose de deux grues auxiliaires de trois tonnes. 
Le chargement et le déchargement sont généralement effectués par des grues à terre, un petit nombre de conteneurs peuvent être manutentionnés avec deux attaches de conteneurs à la grue portique dans les ports qui ne disposent pas de grues capables de manutentionner des conteneurs. La capacité de levage des accessoires est de 38 tonnes. Plus tard, le Sevmorput a été équipé de deux grues à flèche hydraulique de fabrication russe de 60 tonnes avec un rayon de levage de 43 mètres. Les nouvelles grues peuvent également être utilisées en tandem pour soulever des charges de 120 tonnes. 

### Note
1. ↑  90 % according to information provided to Norwegian government in 1990, 30–40 % according to Bellona Foundation citing communication with Murmansk Shipping Company. (Diakov, Anatoli C. et al.)